# 소재기호
소재기호(Location)는 도서관에서 주로 사용되는 도서의 소재(위치)를 파악하기 위한 기호이며 사전적 의미는 다음과 같다.
1. 도서의 서가상의 위치를 알려주는 기호.
2. 연속간행물 색인에서 문헌의 위치를 제시한 기호.

## 같이 보기
- 소장기호
- 십진분류법
- ISBN

## 참고 문헌
- 한국도서관협회 문헌정보학용어사전 - 소재기호[깨진 링크(과거 내용 찾기)]